# Madriz

Madriz läge i Nicaragua

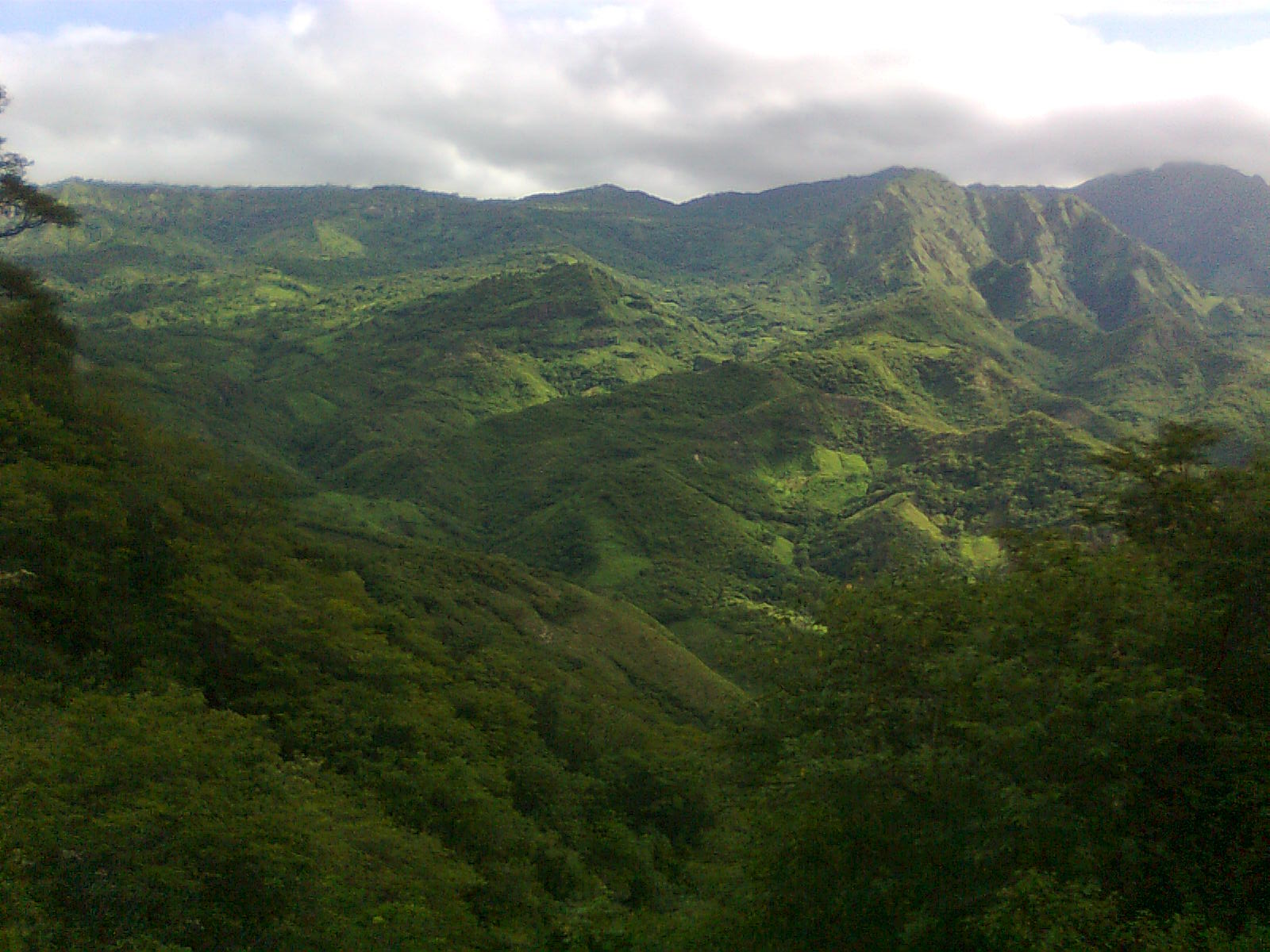
San José de Cusmapa, Madriz

Madriz är ett departement i norra Nicaragua. 

## Geografi
Madriz är Nicaraguas näst minsta departement, både ytmässigt och befolkningsmässigt. Madriz täcker en yta av 1 602 km² och hade vid en mätning under år 2005 cirka 133 300 invånare. De har en befolkningstäthet på 85 inv./km². Madriz gränsar till Honduras, Nueva Segovia, Jinotega, Estelí och Chinandega (departement).
Somoto är huvudstad i Madriz och har varit så sedan Madriz grundades, 1936. Tidigare tillhörde Madriz departementet Nueva Segovia. 
Fotbollslaget Real Madriz kommer ifrån Madriz och spelar i högsta ligan i Nicaragua, Primera División de Nicaragua. Adolfo Marenco är klubbens ordförande.

### Kaffe
Många små kaffeodlingar drivs i Madriz, som dock inte är någon stor kaffeproducent i jämförelse med exempelvis Jinotega eller Matagalpa som ligger strax söder om Madriz.

## Historia
Madriz har fått sitt namn från José Madriz, president i Nicaragua från 21 december 1909 till 20 augusti 1910.

## Sevärdheter

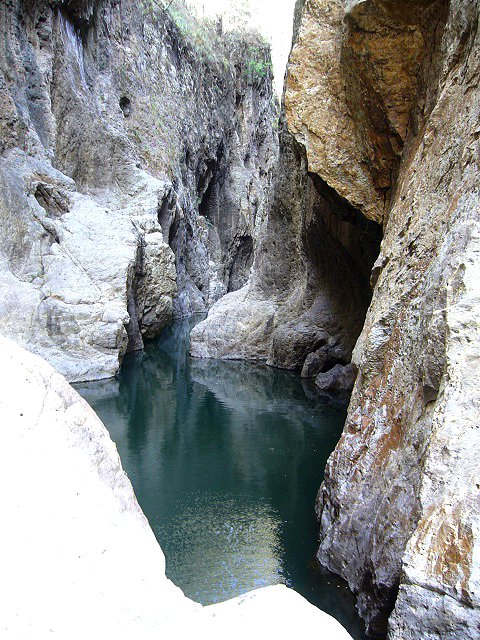
Kanjonen i Somoto

Nära Somoto, i Madriz finns kanjonen Monumento Nacional Cañón de Somoto som är en av Nicaraguas större turistattraktioner. Kanjonen deklarerades under 2005 som ett nationalmonument. Kanjonen var relativt oupptäckt innan en grupp forskare ifrån Nicaragua och Tjeckien utforskade den 2004. Den formades för 5 - 13 miljoner år sedan, under Miocen-perioden.

## Kommuner
Departementet har nio kommuner (municipios):
1. Las Sabanas
2. Palacagüina
3. San José de Cusmapa
4. San Juan de Río Coco
5. San Lucas
6. Somoto
7. Telpaneca
8. Totogalpa
9. Yalagüina